# Daewoo Damas
Daewoo Damas – samochód dostawczo-osobowy typu mikrovan klasy miejskiej produkowany pod południowokoreańską marką Daewoo od 1991 roku.

## Historia i opis modelu

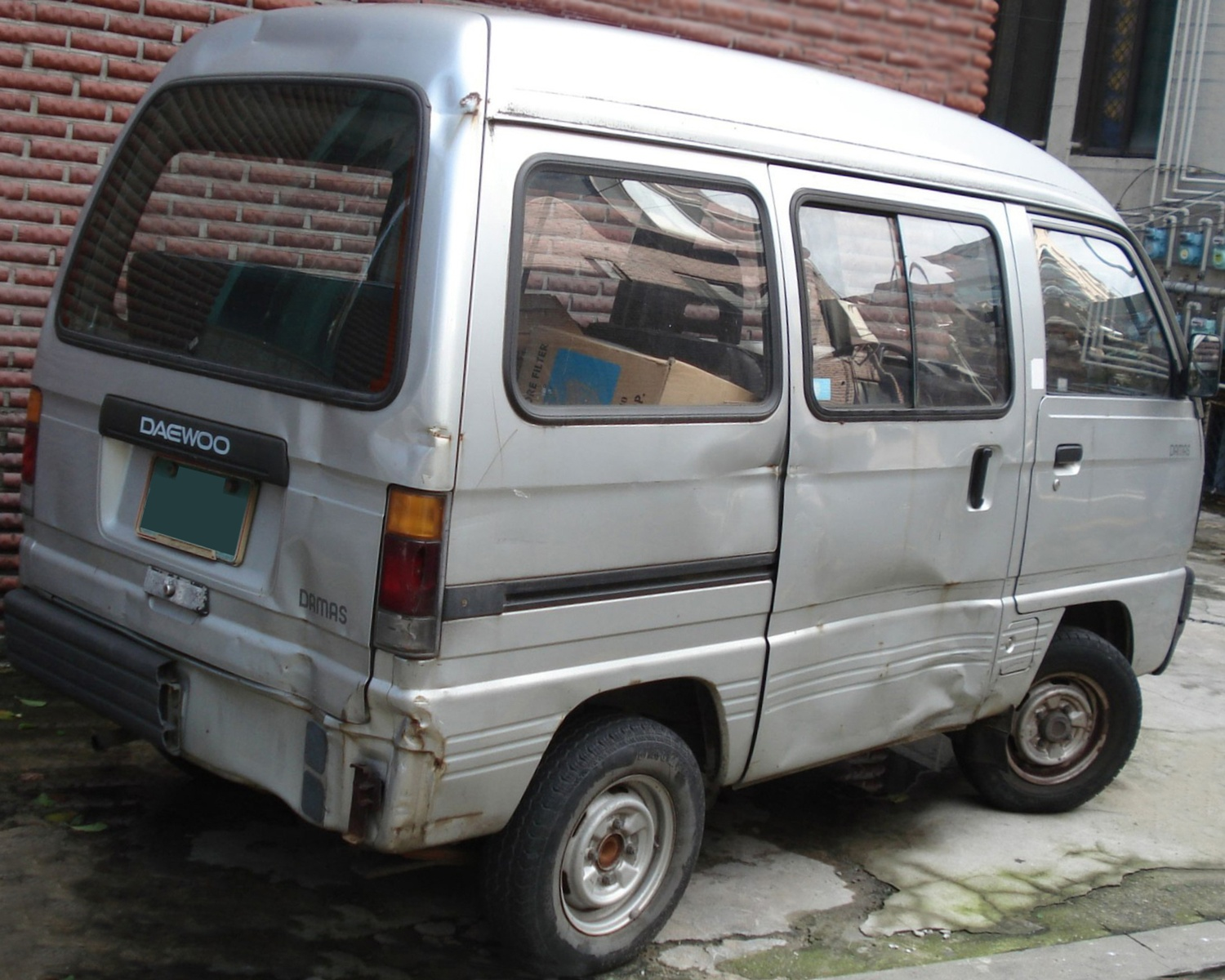
Daewoo Damas - tył

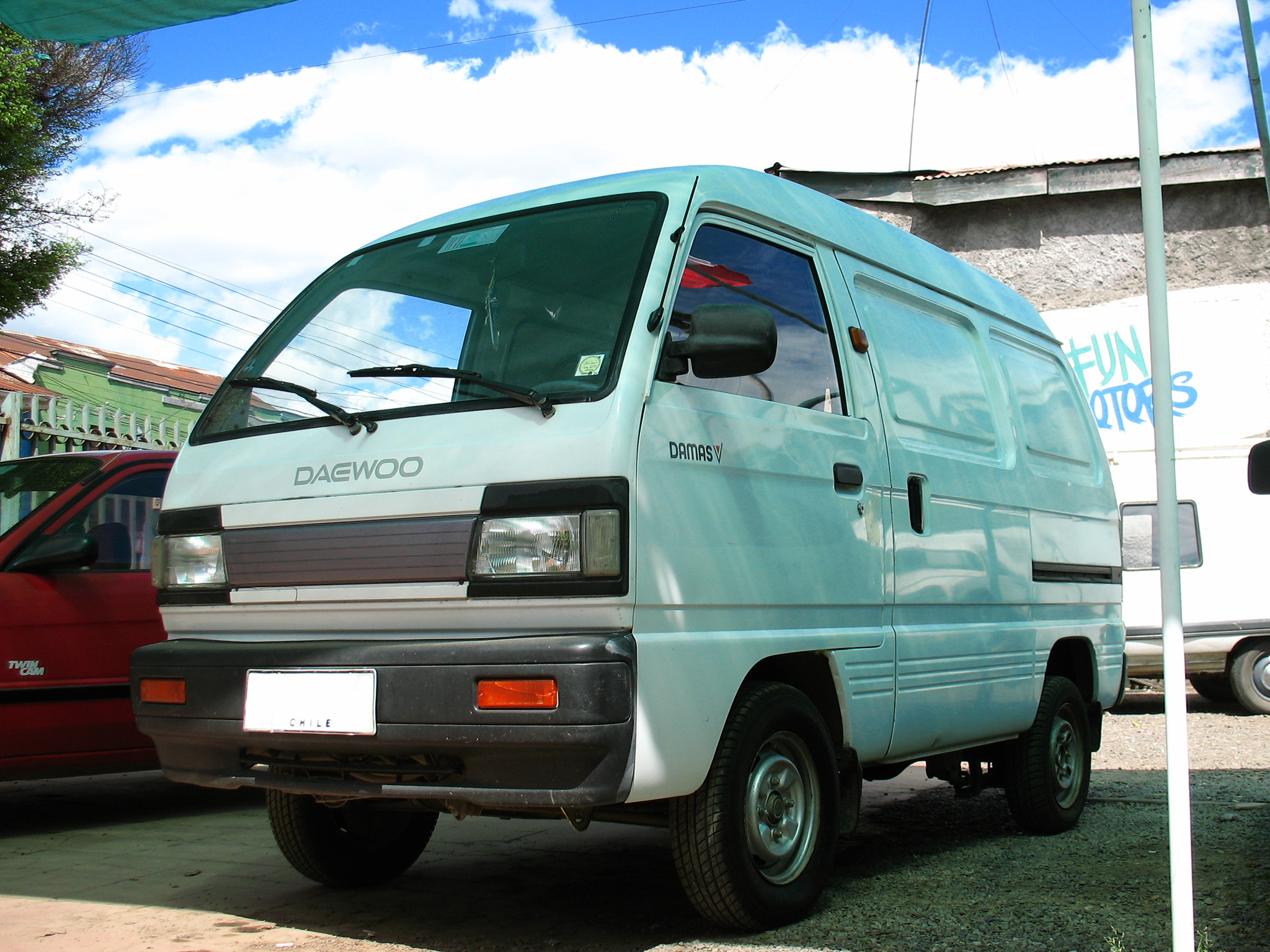
Daewoo Damas po liftingu

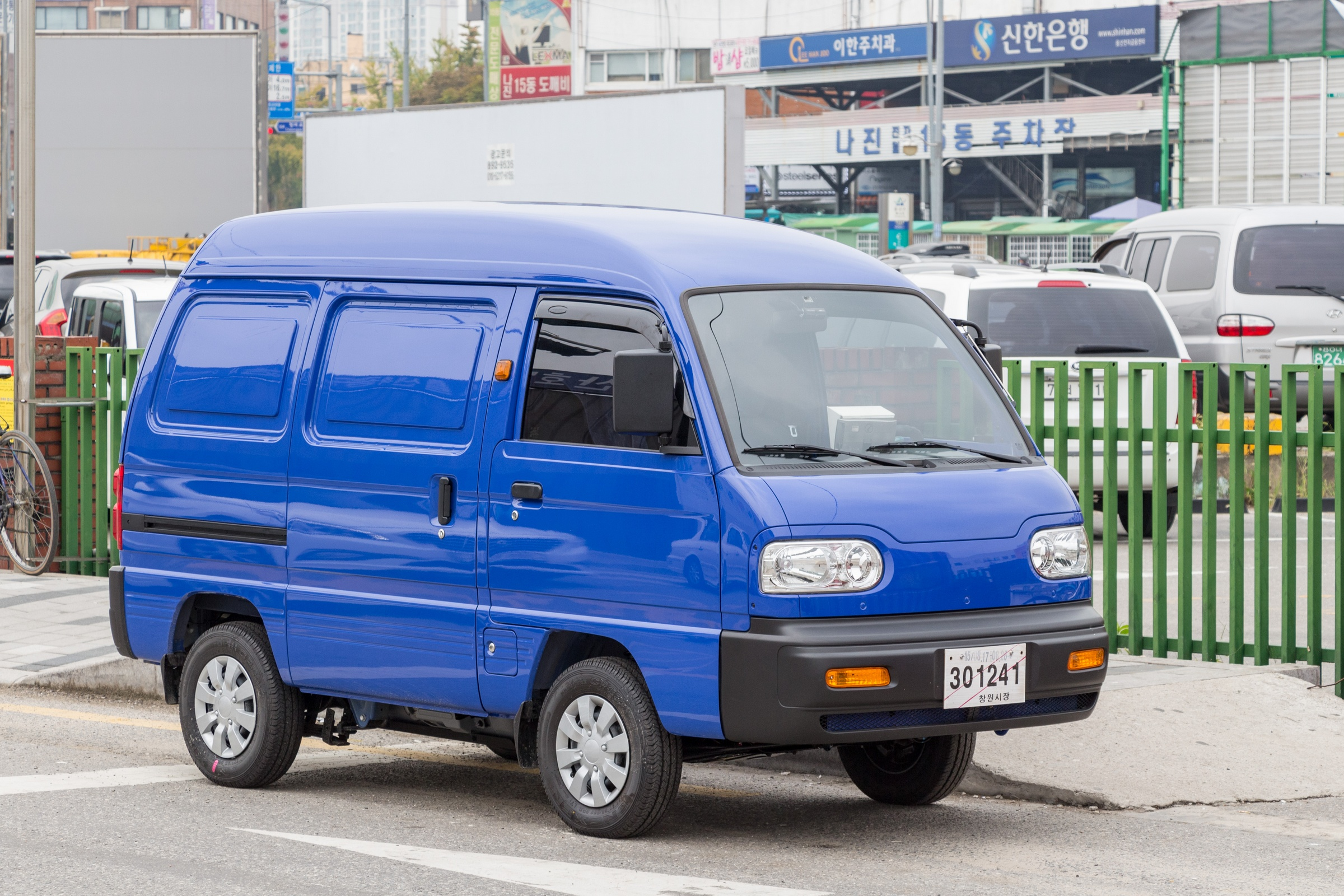
Damas

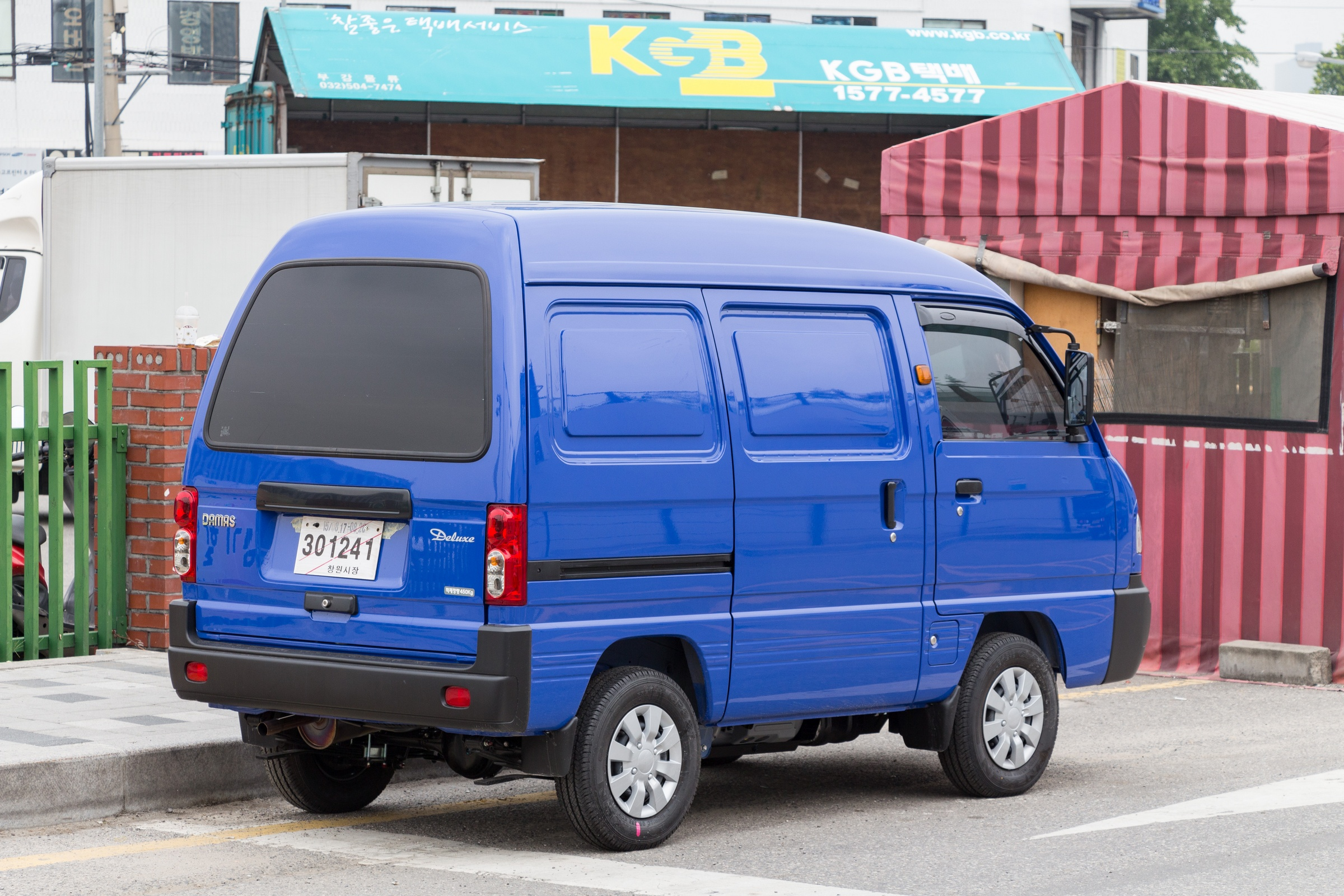
Damas - tył

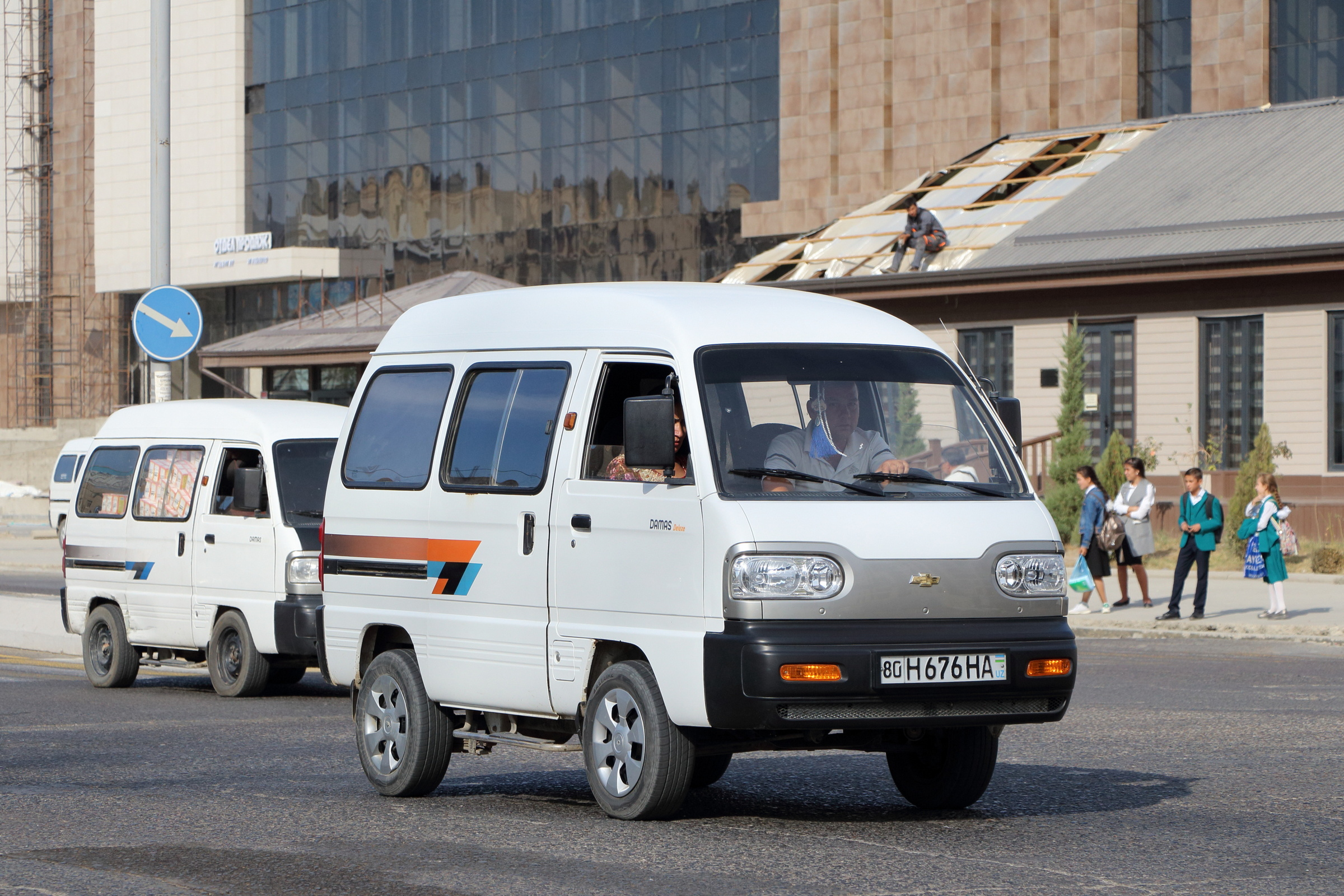
uzbecki Chevrolet Damas

Na mocy zawartej na początku lat 90. XX wieku współpracy między Daewoo a Suzuki, oprócz licencji na produkcję niewielkiego hatchbacka Tico, japoński koncern użyczył także prawa do produkcji niewielkiego mikrovana Damas będącego bliźniaczą wersją modelu Suzuki Carry. Tak samo jak on, pojazd przyjął postać jednobryłową, z dużym zwisem przednim i   silnikiem schowanym pod kabiną pasażerską na wysokości przedniej osi. Drugi rząd drzwi był odsuwany, z kolei tylna klapa otwierana do góry.
Samochód zadebiutował w 1991 roku, w pierwszej kolejności trafiając do sprzedaży w wariancie osobowym oraz dostawczym na wewnętrznym rynku Korei Południowej, by w tym samym roku ofertę uzupełniła dwuosobowa odmiana ze skrzynią ładunkową o nazwie Daewoo Labo.

### Restylizacje
W 1997 roku Daewoo Damas wraz z Labo przeszedł pierwszą obszerną restylizację, zyskując węższe, prostokątne reflektory oraz odświeżony projekt kabiny pasażerskiej. Druga, obszerniejsza modernizacja w 2003 roku objęła już tylko zamknięty wariant Damas, przynosząc większe zaokrąglone reflektory, nowy wzór deski rozdzielczej i inne wkłady lamp tylnych. 
Po podjęciu decyzji przez koncern General Motors o likwidacji marki Daewoo w Korea Południowej w 2011 roku, dotychczasowa oferta producenta została przemianowana na nową markę, Chevrolet. Wyjątkiem były pojazdy dostawcze, które przemianowano na po prostu Damas oraz Labo. Produkcję kontynuowano przez kolejne 9 lat, do 2020 roku.

### Sprzedaż
Na niektórych rynkach eksportowych, Damasa oferowano jako Daewoo Attivo, z kolei wariant po drugiej modernizacji był sprzedawany na rynkach Ameryki Południowej, Afryki Północnej, Bliskiego Wschodu i Karaibów pod marką Chevrolet jako Chevrolet CMP/CMV. W latach 1994–1995 Daewoo Damas oraz Labo oferowane były na polskim rynku przez firmę Ticar z Warszawy, działającą w ramach holdingu Polmot. Model ten nie osiągnął rynkowego sukcesu. Przez prawie dwa lata sprzedano zaledwie 166 egzemplarzy Damasa oraz 4 sztuki Labo.
Poza Koreą Południową, gdzie produkcja i sprzedaż trwała do 2021 roku, w 1996 roku uruchomiono produkcję Daewoo Damasa i Labo także w Uzbekistanie przez lokalne przedsiębiorstwo UzDaewoo z przeznaczeniem na rynki Azji Wschodniej. W 2011 roku samochód zmienił nazwę na Chevrolet Damas/Labo, pozostając tam nieprzerwanie w produkcji pomimo zmian na tle właściciela zakładów produkcyjnych - najpierw na GM Uzbekistan, a w 2019 UzAuto Motors.

### Silnik
- R3 0.8l